# Desmatochelys
Desmatochelys (лат.) — род вымерших морских черепах из семейства протостегид (Protostegidae). Окаменелости представителей рода были найдены в верхнемеловых отложениях возрастом от 120 до 83,5 млн лет.
Представители рода характеризуются расширенной крышей черепа, крупными носовыми костями, лопастным типом плечевой кости и панцирем, отделённым от скелета.

## Классификация
По данным сайта Paleobiology Database, на август 2019 года в род включают 2 вымерших вида:
- Desmatochelys lowii Williston, 1894 [syn. Desmatochelys lowi, orth. var.]
- Desmatochelys padillai Cadena & Parham, 2015

По мнению американо-канадского палеонтолога Элизабет Л. Николс род должен быть расширен за счёт включения близкородственных представителей родов Notochelone и Rhinochelys.
По состоянию на 2015 год Desmatochelys padillai является старейшим известным видом морских черепах.